# Liocranoides
Genre
Liocranoides est un genre d'araignées aranéomorphes de la famille des Zoropsidae.

## Distribution
Les espèces de ce genre sont endémiques des Appalaches aux États-Unis,.

## Liste des espèces
Selon World Spider Catalog (version 17.0, 21/05/2016) :
- Liocranoides archeri Platnick, 1999
- Liocranoides coylei Platnick, 1999
- Liocranoides gertschi Platnick, 1999
- Liocranoides tennesseensis Platnick, 1999
- Liocranoides unicolor Keyserling, 1881

## Publication originale
- Keyserling, 1881 : Neue Spinnen aus Amerika. III. Verhandlungen der kaiserlich-königlichen zoologisch-botanischen Gesellschaft in Wien, vol. 31, p. 269-314 (texte intégral).